# Marian Lalewicz
Marian Lalewicz (* 21. November 1876 in Vilkaviškis; † 21. August 1944 in Warschau) war ein polnischer Architekt und Hochschullehrer. Er gehörte zu den bedeutendsten Vertretern des Akademischen Klassizismus in der Zwischenkriegszeit.

## Leben
Lalewicz besuchte ein Gymnasium in Suwałki, hier schloss er im Jahr 1895 seine Schulausbildung ab. Anschließend studierte er Architektur an der Russischen Kunstakademie in St. Petersburg, wo er 1901 seinen Abschluss erlangte. Er setzte seine Studien zwei Jahre lang in Schweden, Norwegen, Deutschland, Österreich und Italien fort. In Folge – bis 1917 – lehrte er Kunst- and Architekturgeschichte an verschiedenen St. Petersburger Schulen. Zeitgleich entwarf er bereits etliche Gebäude für Moskau und St. Petersburg. Nach dem Ersten Weltkrieg zog er wieder in das jetzt unabhängige Polen. Zwischen 1925 und 1927 war er als Dekan an der Architekturfakultät der Technischen Universität Warschau tätig. Von 1935 bis 1938 war er hier Rektor. 1936 wurde Lalewicz mit dem Preis „Wawrzyn Akademicki“ der Polska Akademia Literatury ausgezeichnet.
Während des Angriffs auf Warschau zu Beginn des Zweiten Weltkriegs fungierte er als Direktor einer technischen Rettungsbehörde (Pogotowie Techniczne). In der Besatzungszeit lehrte er an Untergrunduniversitäten; 1943 wurde er aus seinem Haus Ulica Górnośląska 41 ausgewiesen. Während des Warschauer Aufstandes wurde Lalewicz am 21. August 1944 bei einer Massenexekution in der Warschauer Ulica Dzika von deutschen Truppen erschossen. Für ihn wurde nach dem Krieg ein symbolisches Grab auf dem Powązki-Friedhof (Grabplatz 244/I/29) errichtet. Lalewicz war Träger des Komturkreuzes des Ordens Polonia Restituta.

## Werke (Auswahl)

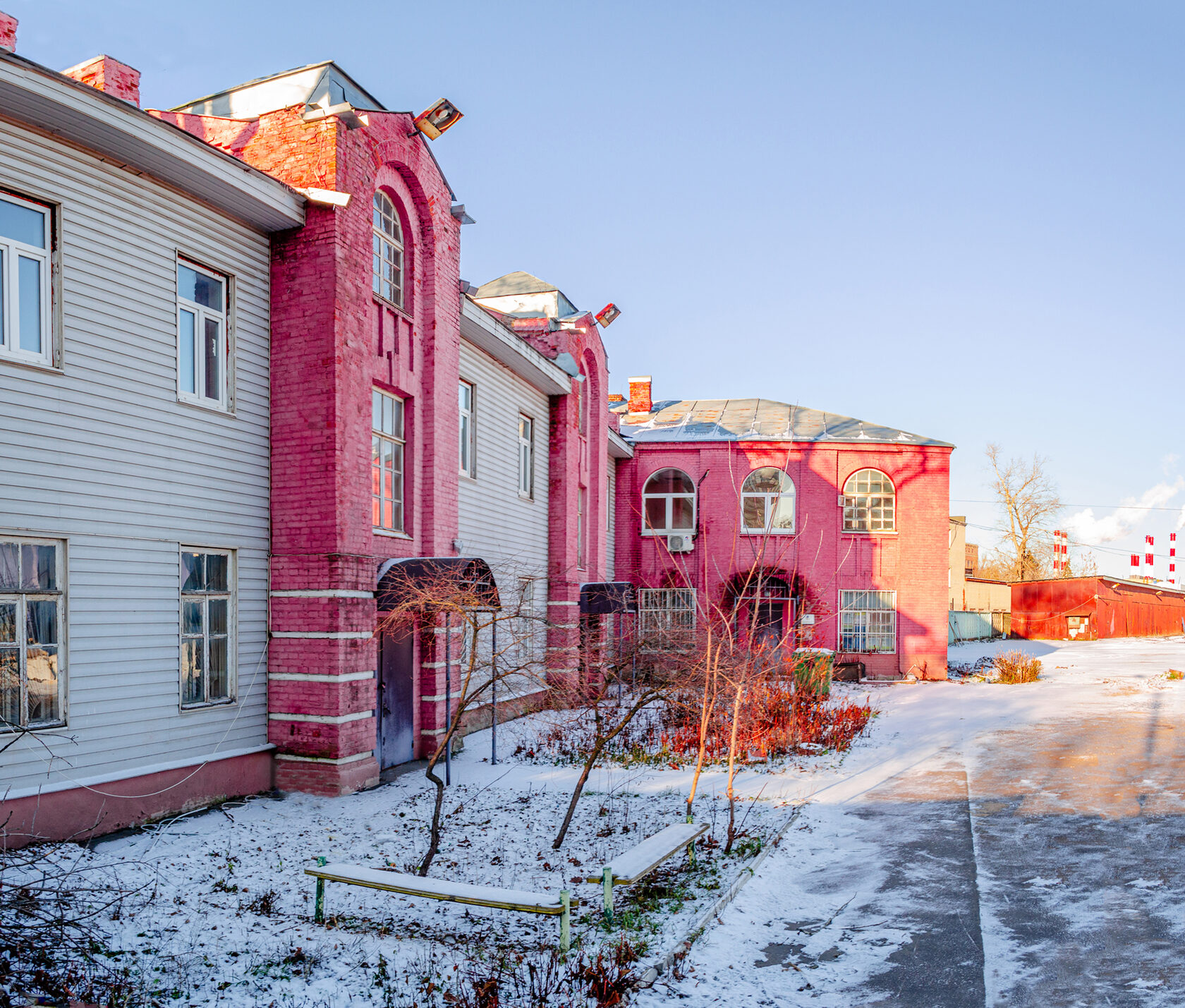
Das Wohnheim des staatlichen Werks der militärischen selbstfahrenden Fahrzeuge (KZVS) in Podlipki, Arch. M.S. Ljalewicz, abgerissen im Jahr 2020

### Estland
- Kurhaus in Narva-Jõesuu (1912)

### Polen
Warschau:
- Rekonstruktion und Umgestaltung der Innenräume des Präsidentenpalastes (1918–1921)
- Sanierung des Palastes der Regierungskommission für Einkünfte und Finanzen (1919–1921)
- Sanierung des Gebäudes der ehemaligen Börse und Nationalbank in Warschau (1919–1921)
- Umbau des Palastes des Schatzministers für das Finanzministerium (1920)
- Gebäude des Geologischen Institutes (Państwowy Instytut Geologiczny) an der Ulica Wiśniowa (1923–1930)
- Rückbau des Staszic-Palastes (1924–1926)
- Gebäude der Landwirtschaftsbank an der Ulica Nowogrodzka 50 (1926–1927)
- Umbau des Primas-Palastes zum Sitz des Ministeriums für Landwirtschaft und Agrarreform (1927)
- Gebäude der Eisenbahnzentralverwaltung an der Ulica Targowa 74 (1928–1929)
- Restaurierung des Raczyński-Palastes (um 1930)

Außerhalb Warschaus:
- Gebäude der Bank Polski in Sosnowiec (1922–1924)
- Gebäude der Bank Polski in Kalisz (1924–1926)
- Marineakademie der Helden der Westerplatte (Akademia Marynarki Wojennej im. Bohaterów Westerplatte) in Gdynia (1927)
- Garnisonskirche in Gdynia (1935–1939)
- Landwirtschaftsbank in Toruń (1937–1939)
- Umbau einer Kaserne zu Gebäuden der Katholischen Universität Lublin
- Staatliche Landwirtschaftsbank in Lublin
- Gebäude der Bank Polski in Siedlce

### Russland
- Sibirische Bank in St. Petersburg
- Pokotilov-Palast in St. Petersburg (1909)
- F.L. Mertens-Pelzwaren-Kaufhaus in St. Petersburg (1911–1912)
- Theater/Kinogebäude „Parisiana“ in St. Petersburg (1913–1914)
- Verwaltungsgebäude der russisch-amerikanischen Fabrik „Treugolnik“ in Moskau (1916)
- Eine Wohnstadt am Militärwerk KZVS (eine staatliche Fabrik für militärische selbstfahrende Fahrzeuge), die die britische Firma BECOS in Podlipki gebaut hat, heute in der Stadt Koroljow in der Region Moskau (1916–1918).

### Ukraine
- Gebäude der staatlichen Landwirtschaftsbank in Łuck